# Kasang Jaya
Kasang Jaya is een bestuurslaag in het regentschap Jambi van de provincie Jambi, Indonesië. Kasang Jaya telt 6428 inwoners (volkstelling 2010).